# Onzalige Bossen

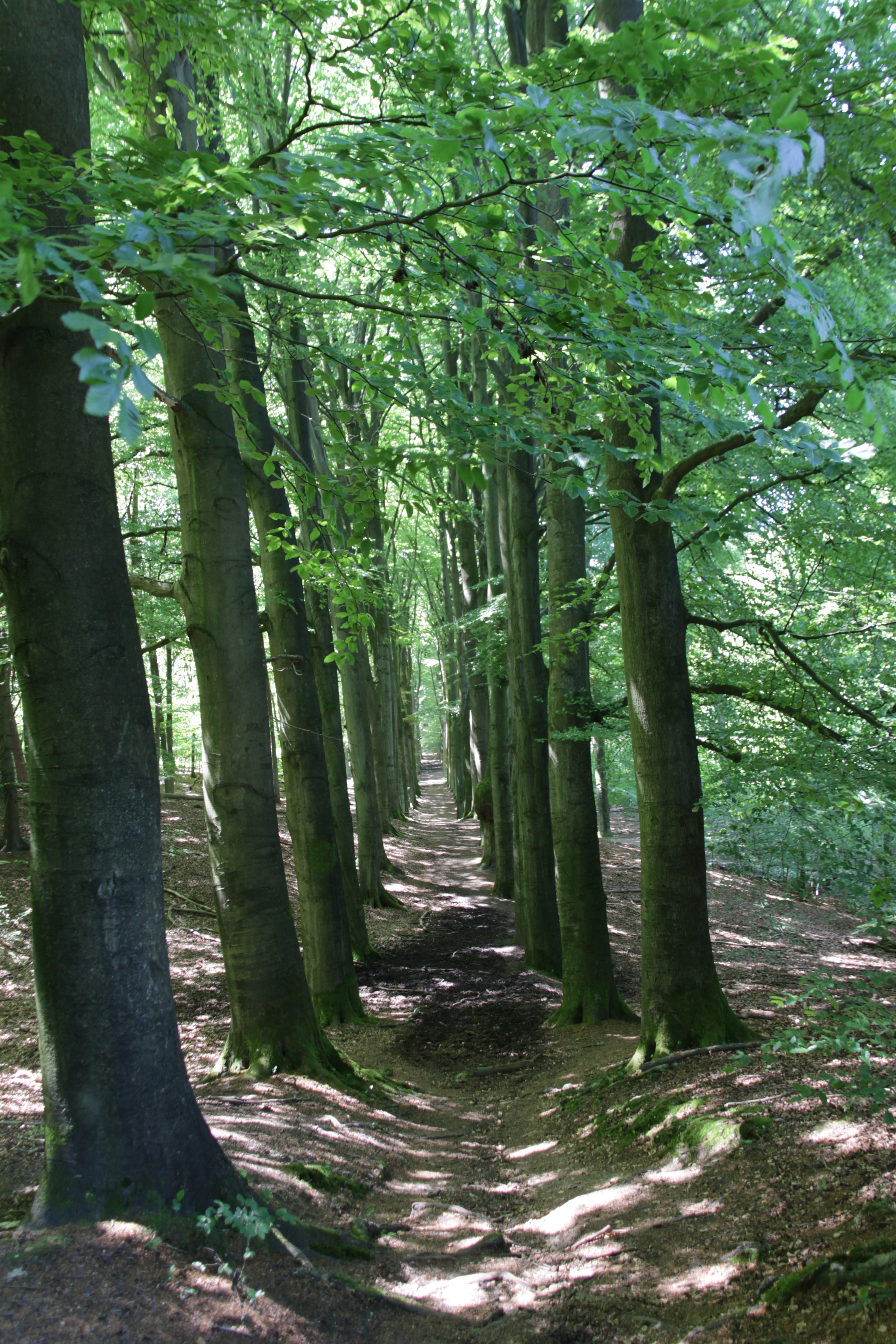
Koningslaan

De Onzalige Bossen is een eeuwenoud bosgebied in het Nederlandse Nationaal Park Veluwezoom op de Veluwe, in de gemeente Rheden.
De herkomst van de benaming is niet helemaal duidelijk. Het waarschijnlijkst is dat deze afgeleid is van het Middelnederlandse woord on-saelig, mogelijk in de betekenis van armzalig. De grond was namelijk arm aan voedingsstoffen en daardoor niet erg geschikt voor landbouw. Een andere Middeleeuwse betekenis van onsael is onafhankelijk (zaal of sael is het huis van een lokale heer). Het heuvelachtige bosgebied (enkele heuveltoppen van 100 meter boven NAP) bestaat grotendeels uit eikenbos en wordt doorsneden door enkele beukenlanen, waaronder de kaarsrechte Koningslaan. De eikenschors uit de Onzalige Bossen werd lange tijd gebruikt voor het looien van leer.
Een andere, soms aangenomen verklaring voor de naam heeft te maken met de familie van Sadelhoff. In de zeventiende eeuw behoorde heel Rheden aan deze familie, alsmede een groot deel van deze bossen, Het andere deel was eigendom van de Graven van Nassau die het gebruikten als jachtgebied. Door de vele onderlinge twisten der eigenaren omtrent het jachtrecht, kreeg het daarom de naam On-Sadelhoffse Bossen, wat later verbasterd werd tot Onzalige Bossen.
Aan de rand van de Onzalige Bossen ligt de voormalige boswachterswoning de Haverkist, waar jarenlang Daan Modderman heeft gewoond.
In het bos bevinden zich op een heuvel nog de fundamenten van de koepel van Viruly. Deze koepel is in 1860 gebouwd in opdracht van Theodorus Pieter Viruly. Het stond op een mooi punt voor wandelaars om van het uitzicht te kunnen genieten. De uitkijkfunctie was rond 1920 zo goed als verdwenen, doordat opgroeiend eikehout niet meer periodiek gekapt werd en kon doorgroeien tot bos. Het werd door Natuurmonumenten ook niet onderhouden en de resten van het gebouwtje zijn uiteindelijk in 1970 afgebroken. Op de funderingen van de koepel heeft Natuurmonumenten een bankje geplaatst.